# Alexandra Carpentier
Pour les articles homonymes, voir Carpentier.
Alexandra Carpentier est une mathématicienne française, professeur à l'Université de Potsdam.

## Biographie
Carpentier a étudié la statistique, l'économie et la théorie des probabilités à l'École nationale de la statistique et de l'administration économique (ENSAE) de 2006 à 2009 et a obtenu une maîtrise en théorie des probabilités, statistique et finance à l'Université de Paris VII en 2009. Elle a obtenu son doctorat en 2012 sous le direction de Remy Munos avec une thèse intitulée Toward Optimal Sampling in Low and High Dimension à l'Institut national de recherche en informatique et en automatique (INRIA). Elle a été chercheuse associée à l'université de Cambridge de 2012 à 2015 et a été professeure invitée à l'université Paris-Nanterre en 2016. Elle a été professeure à l'Université Otto von Guericke de Magdebourg. Elle est actuellement professeure à l'université de Potsdam.
En septembre 2020, Carpentier a reçu le prix von-Kaven de la Fondation allemande pour la recherche.

## Publications (sélection)
- (avec D. Ghoshdastidar, M. Gutzeit, U. c. Luxburg) : Two-sample hypothesis testing for inhomogeneous random graphs. Ann. Stat. 48, No 4, 2208-2229 (2020).
- (avec N. Verzelen) : Adaptive estimation of the sparsity in the Gaussian vector model. Ann. Stat. 47, No 1, 93-126 (2019).
- Honest and adaptive confidence sets in Lp. Electron. J.Stat. 7, 2875-2923 (2013).